# 전지훈
전지훈 (2001년 10월 12일 ~ )은 대한민국의 수영선수이다.

## 경력
불광초등학교, 충암중학교, 강원체육고등학교를 졸업하고, 2020년 강원도청 소속 수영선수로 영입되었다.
강원체육고등학교 시절 제100회전국체육대회 에서 접영50m 금메달, 접영100m 금메달을 따며 고등부 최고성적으로 마무리하였다.
KB금융그룹 Korea Swimming Championships 2022 (2022 경영, 다이빙 국가대표 선발대회) 에서 접영100m 금메달을 차지하며, 2023년도에 열린 2021 청두 하계세계대학경기대회에 국가대표로 참가하였다.